# Favonius ultramarina
Favonius ultramarina är en fjärilsart som beskrevs av Johann Heinrich Fixsen 1887. Favonius ultramarina ingår i släktet Favonius och familjen juvelvingar. Inga underarter finns listade i Catalogue of Life.

## Bildgalleri

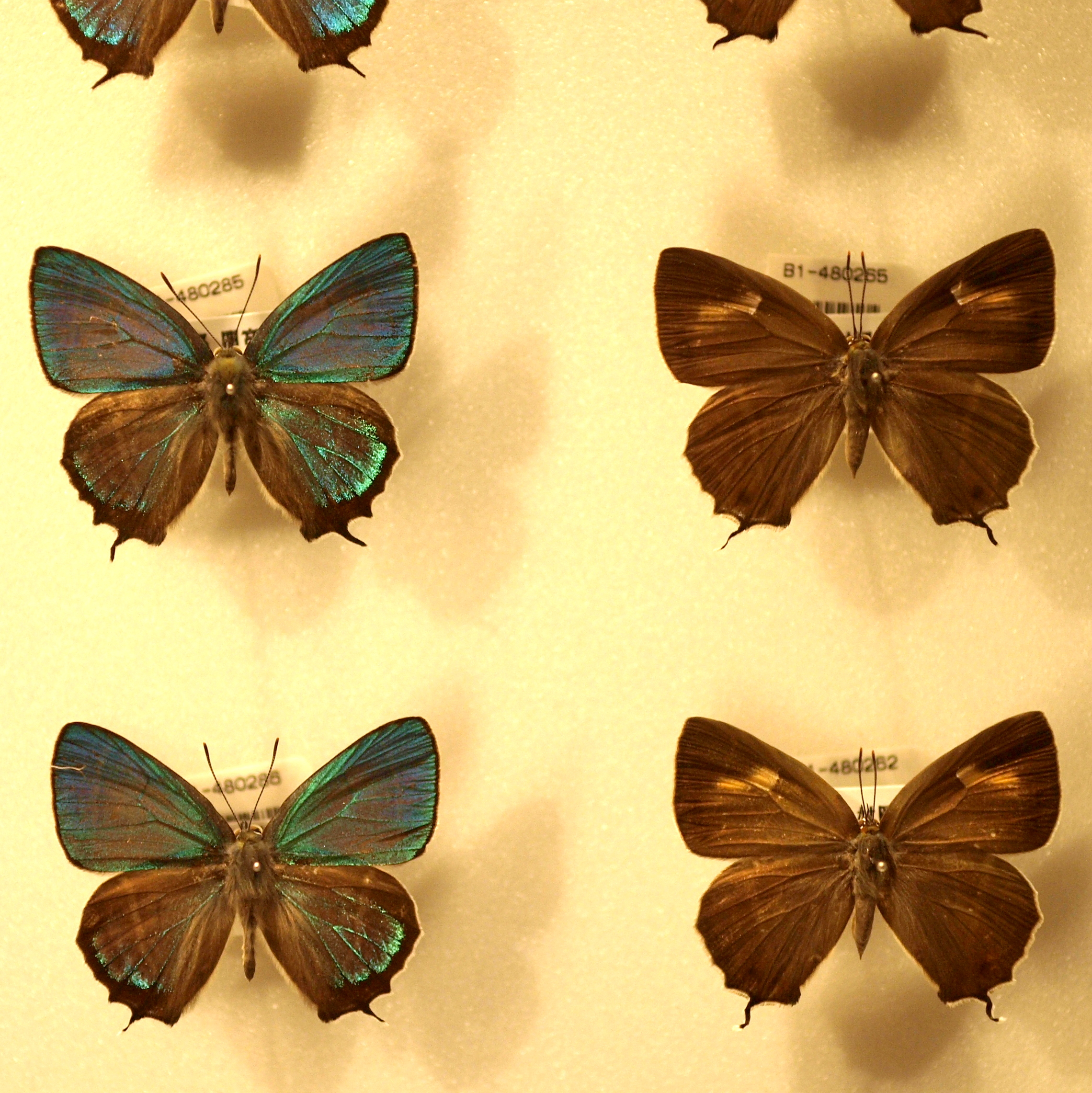